# Acrolister kleinei
Acrolister kleinei är en skalbaggsart som beskrevs av Heinrich Bickhardt 1918. Acrolister kleinei ingår i släktet Acrolister och familjen stumpbaggar. Inga underarter finns listade i Catalogue of Life.